# Ameroglossum
Ameroglossum, biljni rod tradicionalno klasificiran porodici strupnikovki, ili trpučevkama, a po novijim istraživanjima, pripada porodici Linderniaceae,. Do 2021 u njega u uključivana dva brazilska endema, grmovi, jedan iz Pernambuca i drugi iz  Paraíbe; Obje vrste ogrožene su sušom, požarima i ispašom stoke..
Godine 2021. uključeno je u njega još 7 novih vrsta.

## Vrste
1. Ameroglossum manoelfelixii L.P.Félix & E.M.Almeida, Paraíba
2. Ameroglossum pernambucense Eb.Fisch., S.Vogel & A.V.Lopes, Pernambuco.
3. Ameroglossum alatum E.M.Almeida, A.M.Wanderley & L.P.Felix
4. Ameroglossum asperifolium E.M.Almeida, J.M.P.Cordeiro & L.P.Felix
5. Ameroglossum bicolor E.M.Almeida, A.M.Wanderley & L.P.Felix
6. Ameroglossum fulniorum E.M.Almeida, A.M.Wanderley & L.P.Felix
7. Ameroglossum genaroanum E.M.Almeida, J.M.P.Cordeiro & L.P.Felix
8. Ameroglossum intermedium E.M.Almeida, A.M.Wanderley & L.P.Felix
9. Ameroglossum xukuruorum E.M.Almeida, Christenh. & L.P.Felix